# Kosovos uafhængighedserklæring 2008
Kosovos uafhængighedserklæring blev læst op af statsminister Hashim Thaçi i Kosovos lokale parlament 17. februar 2008. Erklæringen, som indebærer, at Kosovo løsriver sig fra Serbien, blev vedtaget af Kosovos folkevalgte forsamling samme dag, med undtagelse af stemmerne fra de ti serbiske parlamentarikere, som alle boykottede afstemningen.

## Baggrund
Kosovo har også én gang tidligere erklæret sig uafhængigt, 7. september 1990, men dette mislykkedes, da det kun var Albanien, som anerkendte Kosovos krav om selvstændighed. I modsætning til den første erklæring ventes det, at denne vil blive anerkendt af en række lande, herunder de fleste EU-lande samt USA.
Kosovos uafhængighedserklæring var kontroversiel. Den nyligt selverklærede republik er ikke repræsenteret i FN, og man tror, at Rusland vil kunne hindre Kosovo i at blive medlem i organisationen. Rusland er en stærk modstander af et uafhængigt Kosovo, og landet kan komme til at «hævne» en international anerkendelse af den unge republik ved at anerkende de de facto selvstændige stater Abkhasien og Sydossetien, som de fleste lande i dag ikke anerkender som uafhængige stater. Kun få minutter efter at Kosovo havde erklæret sin selvstændighed, slog Serbiens statsminister Vojislav Kostunica fast, at Serbien ikke anerkender Kosovo som en uafhængig stat og ville opfordre andre lande til at gøre det samme. Kosovos statsminister Thaci på sin side har skrevet 192 breve til alle verdens lande, Serbien inkluderet, og bedt dem om at anerkende uafhængighedserklæringen.

Hashim Thaci indkaldte parlamentet i Kosovo til et ekstraordinært møde 17. februar 2008 for at erklære provinsen uafhængig, og parlamentet vedtog med overvældende flertal at erklære sig som en uafhængig nation. De ti serbiske parlamentarikere boykottede afstemningen.

## Anerkendelse

### Officiel anerkendelse
17. februar 2008
- Costa Rica [12]

18. februar 2008
| - Afghanistan - Albanien - Frankrig - Republikken Kina (Taiwan) |  | - Nordcypern - Storbritannien - Tyrkiet - USA |

- Storbritannien, USA og Frankrig meddelte 18. februar 2008, at de ville oprette ambassader i Priština.[19]
- Nordcypern er kun anerkendt af Tyrkiet. Republikken Kosovo har endnu ikke udtalt, om den anerkender Nordcypern som stat.
- Folkerepublikken Kina udtalte, at Republikken Kina (Taiwan) ikke har ret til at anerkende Kosovo.[20]

19. februar 2008
| - Australien |  | - Senegal |

20. februar 2008
| - Tyskland |  | - Letland |  | - Malaysia |  | - Østrig |  | - Norge |

21. februar 2008
| - Estland |  | - Italien |  | i - Danmark |  | - Luxembourg |

22. februar 2008
- Peru[33]

8. juni 2011
- Andorra[34][35][36]

Organisationer

- Den 57 lande store islamske konferencen gav alle sin anerkendelse af uafhængighedserklæringen.[37]

- Den Internationale Olympiske Komite har sagt, at den vil anerkende Kosovo, selv om den tvivlede på, at landet ville kunne deltage i sommerlegene i 2008. [38]

- Parti Québécois, et nationalistisk politisk parti fra Quebec, Canada sendte sine lykønskninger til Kosovos folk og fremmede samtidigt sin egen kamp for et selvstændigt Quebec.[39]

Afhængige områder

- Baskerlandet udtalte via Miren Azkarate, at Kosovos uafhængighed var fredselskende og demokratisk. De mente også, at dette var et eksempel på, hvordan etniske problemer kunne løses. Spanien blev også kritiseret for ikke at anerkende Kosovo. [40][41]

### Planlægger officiel anerkendelse
| - Belgien - Bulgarien - Finland - Forenede Arabiske Emirater - Japan |  | - Kroatien - Litauen - Pakistan |  | - Polen - Portugal - Slovenien - Sverige - Schweiz |  | - Ungarn |

### Afviser anerkendelse
Serbien og Rusland signalerede tidligt, at de ville sætte sig imod selvstændighed for Kosovo, da de mener, at erklæringen om selvstændighed er ulovlig, og Rusland udtalte, at det ville blokere et FN-medlemskab, og indikerede også, at et eventuelt uafhængigt Kosovo vil have betydning for omstridte områders status som fx Abkhasien og Sydossetien. En del EU-lande som Spanien, Cypern, Grækenland, Slovakiet og Rumænien har varslet, at de ikke vil anerkende et uafhængigt Kosovo. Kina udtrykte at de var «dybt bekymret» om regionens fremtid, mens Indonesien, Sri Lanka og Vietnam ikke anerkendte det nye land. Rumænien udtalte at uafhængighedserklæringen var «ulovlig», mens Slovakiet ikke så hvordan de kunne anerkende Kosovo. Moldova ville heller ikke anerkende Kosovo. Sydafrika vil heller ikke give sin anerkendelse. Derudover vil Aserbajdsjan, Hviderusland, Georgien og Kasakhstanheller ikke anerkende Kosovo.

### Andre standpunkter
New Zealands statsminister Helen Clark udtalte, at man hverken ville anerkende eller ikke-anerkende Kosovo. Landets standpunkt var, at det ikke var i en position til at tage en sådan vurdering. Bosnien og Hercegovina erklærede at de ikke ville anerkende Kosovo «i nær fremtid». Styreformand for Bosnia-Hercegovinas tripartite, Zeljko Komsic, udtalte, at man på grund af landets spændte situation ville forholde sig roligt. Nabolandet Montenegro udtalte at de ikke ville være de første til at anerkende Kosovo, men heller ikke de sidste. Statsminister Milo Djukanovic sagde at Montenegro ville vente på udtalelser fra EU. Mexico, Filippinerne og Sydfrika mente alle, at videre forhandlinger var det bedste. Canada vil ikke forhaste sig med at vælge side, og det er forventet at det tager tid før Canada tager et standpunkt. Der bliver spekuleret i at Canada venter på en eventuel anerkendelse fra FN for ikke at skabe presedens for situationen omkring egne provinser, deriblandt Quebec.
18. februar 2008 sagde lederen Ilkka Kanerva for OSSE at hver af de 56 medlemslande i organisationen må selv bestemme om de vil anerkende Kosovo eller ikke.. Dagen efter opfordrede Kanerva og OSSE Minorities Commissioner Knut Vollebæk Kosovos regering om at sørge for minoriteters rettigheder. Serbien har sagt at landet vil modarbejde medlemskab i OSSE for Kosovo og opfordrer organisationen til at fordømme uafhængighedserklæringen.

## Reaktioner

### Politiske reaktioner
Serbien meldte at landet ville trække sin ambassadører til USA, Storbritannien, Frankrig, Tyrkiet, Australien og Norge hjem. En enstemmig nationalforsamling i Serbien erklærede 18. februar Kosovos løsrivelse for «ugyldig». I vedtagelsen hed det, at «den serbiske nationalforsamling ophæver den ensidige uafhængighedserklæring fra interimsregeringen i Kosovo, fordi den er i strid med Serbiens suverænitet og territoriale integritet».
Serbien bestemte sig også for at rejse straffesag mod Kosovos præsident Fatmir Sejdiu, statsminister Hashim Thaci og lederen af nationalforsamlingen Jakup Krasniqi..
Ruslands udsending til NATO, Dmitrij Rogozin, udtalte 22. februar: «Hvis EU udarbejder en fælles holdning, eller hvis NATO bryder sit mandat i Kosovo, vil disse organisationer være i konflikt med FN. Nu må vi også indtage den stilling at for at blive respekteret, må vi tage brutal magt i brug, det vil sige væbnet magt.»

### Uroligheder
Lige efter at uafhængighedserklæringen var et faktum, brød der uroligheder ud i den kosovoske by Mitrovica. Her blev der kastet en granat mod en FN-bygning. I Beograd angreb vrede demonstranter den amerikanske ambassade og vestlige butikker i byen.
1000 maskerede serbiske demonstranter angreb og brændte to grænseposter, mellem Serbien og Kosovo, ned 19. februar. Kosovos politi bad om hjælp fra NATO da flere grænsevagter måtte søge dækning fra den rasende flok.
To dage senere kom nye større uroligheder, da serbiske reservesoldater kastede sten mod politiet fra Kosovo på grænsen, samme dag som en større demonstration med hundredtusindvis af serbere fandt sted i Beograd. Samme aften angreb flere hundrede serbiske demonstranter de amerikanske, britiske, tyrkiske, belgiske og kroatiske ambassader i Beograd under massedemonstrationen mod uafhængighedserklæringen. Mindst to ambassader blev sat i brand. En uidentificeret person omkommer i den amerikanske ambassade, mens over 30 serbere kom til skade under demonstrationerne.

### Påvirkning på andre områder
Den bosnisk-serbiske forsamling i Republika Srpska udtalte efter uafhængighedserklæringen, at den serbiske republik Srpska havde ligeså stor ret til at løsrive sig fra Bosnien og Hercegovina hvis nok FN- og EU-lande anerkender Kosovos selvstændighed, og at landet burde følge Kosovos eksempel.